# سرو گوونی
سرو گوونی (نام علمی: Cupressus goveniana) نام یک گونه از سرده سرو است.